# Изоэлектрическое фокусирование

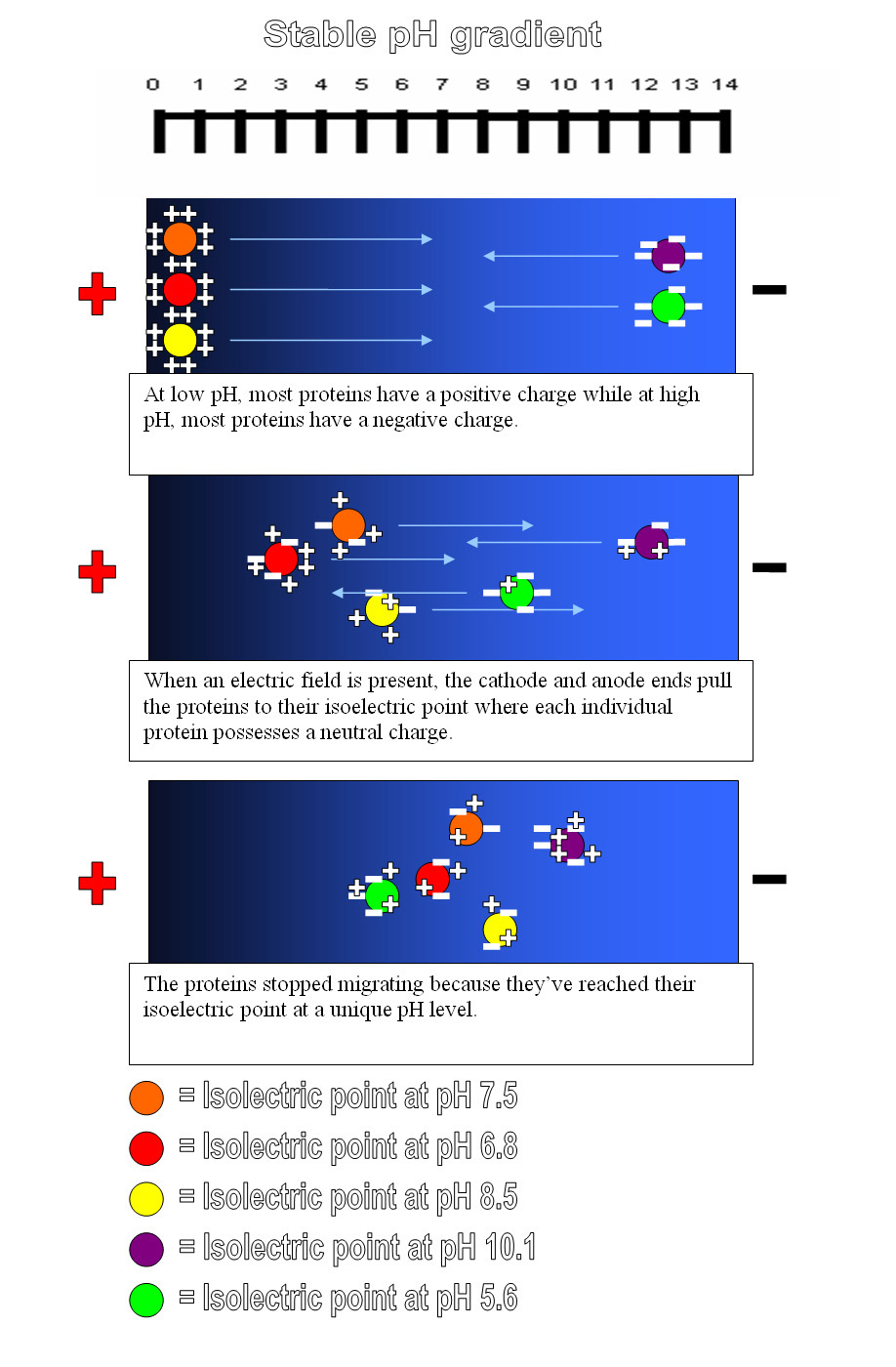
Схема изоэлектрического фокусирования

Изоэлектрическое фокусирование (ИЭФ, англ. IEF), или электрофокусирование — технология разделения молекул (чаще всего — белков) по разнице в их изоэлектрических точках. Это разновидность зонного электрофореза, которую обычно производят в геле. Белок, который находится в рН-зоне ниже собственной изоэлектрической точки, будет положительно заряжен и будет перемещаться к катоду. В результате перемещения заряд молекулы будет снижаться, а перемещение — замедляться. В результате белки образуют четкие полосы, и каждый белок будет располагаться в градиенте значений рН в соответствии со своей изоэлектрической точкой. Данная технология дает возможность очень чёткого разделения белков, отличающихся по изоэлектрической точке.

## Применение
Метод применяют для изучения белков, которые отличаются значениями изоэлектрической точки, то есть соотношением остатков кислых и основных аминокислот. Белки наносят на иммобилизованный градиент рН полиакриламидного или агарозного геля. Изоэлектрическое фокусирование позволяет разделить белки, отличающиеся по изоэлектрическим точкам менее, чем на 0,01. Изоэлектрическое фокусирование является первым этапом в проведении двумерного электрофореза, при котором белки сначала разделяют по изоэлектрическим точкам, и далее — по молекулярной массе с помощью электрофореза в полиакриламидном геле.